# Amasonia campestris
Espèce
Classification APG IV (2016)
Synonymes
- Amasonia arborea Kunth
- Amasonia campestris var. surinamensis Moldenke
- Amasonia erecta L. f.
- Amasonia lasiocaulis Mart. & Schauer ex Schauer
- Amasonia punicea Vahl
- Amasonia spruceana Moldenke
- Taligalea campestris Aubl. - Basionyme[2]

Amasonia campestris est une espèce de plantes à fleurs de la famille des Lamiaceae (anciennement Verbenaceae). C'est une plante herbacée sud-américaine
Il est connu en Guyane sous les noms de Crête coque (Créole), Wahitye awihi (Palikur), Crista-de-galo, Mendoca, Japim-caá (Portugais).

## Description
Amasonia campestris est une plante herbacée ou un sous-arbrisseau de moins de 1 m de haut, portant des branches pubescentes. Ses feuilles sont alternes spiralées, avec un pétiole canaliculé, pubescent, long de 5-15 mm et un limbe obové, aigu, denté, mesurant 6,5-26 x 1,7-7 cm, pubescent sur les 2 faces. L'inflorescence terminale érigée mesure 7-23 cm de long, et comporte de nombreuses bractées roses à rouges, oblongues-lancéolées, ovales, lancéolées, oblongues ou elliptiques, dentées et mesurant 10-55 x 3-20 mm. La corolle jaune ou blanche, forme un tube pubescent long de 15-25 mm,.

## Répartition
On rencontre Amasonia campestris depuis la Colombie jusqu'au centre sud du Brésil, en passant par Trinidad, le Vénézuela, le Guyana, le Suriname, et la Guyane.

## Écologie
Amasonia campestris pousse depuis le niveau de la mer jusqu'à 50–1 800 m d'altitude, dans les zones perturbées, dans les savanes en lisière forestière et en savane sur sol avec apparition de nappe perchée et sur les inselbergs. Il fleurit de Novembre à Avril.
La biologie reproductive chez Amasonia campestris a été étudiée.

## Utilisations
Amasonia campestris est employée par les Palikur comme stimulant du cœur contre les étourdissements des enfants et des adultes et pour soigner la paralysie faciale. Elle contiendrait quelques alcaloïdes, des flavonoïdes et autres hétérosides non flavoniques.
Amasonia campestris présenterait des propriétés anti-paludéennes reconnues dans les pharmacopées traditionnelles de l'Amapá au Brésil. Ses propriétés hypoglycémiantes, génotoxiques et anti-génotoxiques ont aussi été étudiées.

## Histoire naturelle

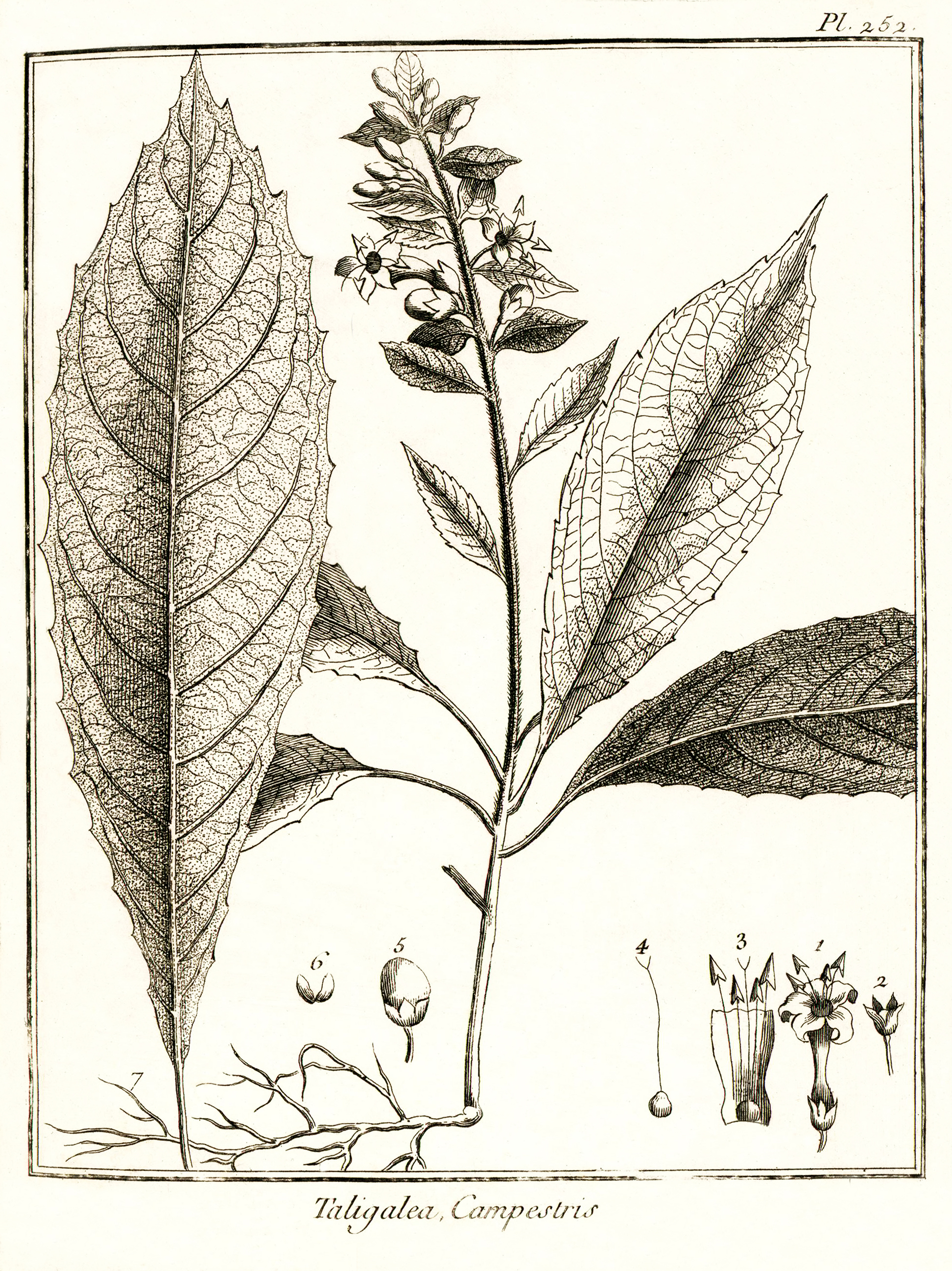
Amasonia campestris par Aublet (1775) Planche 252.
1. fleur épanouie. - 2. Calice. - 3. Corolle ouverte où l’on voit le piſtil & les étamines. - 4. Ovaire. Style. Stigmate. - 5. Baie. - 6. Deux oſſelets contenus dans la baie. - 7. Feuille du bas de la tige de grandeur naturelle.

En 1775, le botaniste Aublet propose la diagnose suivante : 
« TALIGALEA campeſtris. (Tabula 252.) 

Herba bi vel tri-pedalis. Radix perennis. Caules annui, ſimplices: Folia alterna, petiolata, ovata, acuta, dentata, ſubvilloſa ; infima lata, majorat ſuperiora minora ; floralia parva, ex rubro, & luteo eleganter variegata. Flores axiliares, in ſpicam diſpoſiti, ſolitarii, vel in corymbos tri-floros vel quinque-floros. Corolla lutea. Bacca nigra, ſphærica, glabra. 
Variat hæc planta foltis latioribus & glabris. 
Habitat in campis ſterilibus Guianæ, & inſulæ Caïennæ. 

floret menſibus Junii & Auguſti. »

« LE TALIGALE. (PLANCHE 252.)
La racine de cette plante pouſſe des tiges ſimples, velues, qui s'élève à la hauteur de deux ou trois pieds, elles ſont chargées de feuilles alternes, vertes, velues, dentelées, ovales, terminées en pointe. Celles-ci ſont repréſentées de grandeur naturelle. 
Les tiges ſont terminées par un long épi de fleurs compoſées de plusieurs bouquets, leſquels forcent de l'aiſſelle d'une foliole de couleur d’amaranthe ; quelquefois il n'y a qu'une ſeule fleur à l’aiſſelle d'une de ces folioles ; mais pour l'ordinaire le bouquet eſt de deux, trois, quatre ou cinq fleurs. 
Le CALICE eſt d’une ſeule pièce, en forme & coupe, diviſé à ſon bord en quatre ou cinq parties vertes & aiguës. 
La corolle eſt d'une ſeule pièce : c’eſt un tube jaune, à cinq angles ; il eſt renflé à ſa baſe & à ſon ſommet ; ſon limbe eſt partagé en cinq lobes inégaux, aigus, replies & inclinés en dehors ſur le tube. Il eſt attaché au deſſous de l’ovaire. 
Les étamines ſont au nombre de quatre, dont deux ſont plus grandes que les deux autres. Elles ſont rangées ſur la paroi ſupérieure & interne de la corolle, & attachées au deſſous de la partie renflée & inférieure du tube, leur filet eſt blanc, long ; deux d'entre elles débordent le tube. Les anthères ſont jaunes, à deux bourſes, écartées par le bas ou s'inſère le filet. 
Le piſtil eſt un ovaire jaune, ſphérique, ſurmonté d'un style blanc, grêle, terminé par deux stigmates menus & allongés. 
L'ovaire devient une baie ſphérique, liſſe, noire, dans la ſubſtance de laquelle ſont loges deux oſſelets qui contiennent chacun une amande. 
On trouvé une variété de cette plante dont les feuilles ſont liſſes, & la racine eſt traçante. 
Cette plante croît en abondance dans les ſavanes ſablonneuſes de l'île de Caïenne & de la terre ferme ; elle eſt en fleur & en fruit pendant tout l'été. »

— Fusée-Aublet, 1775.